# Hillesley
Hillesley – wieś w Anglii, w hrabstwie Gloucestershire, w dystrykcie Stroud. Leży 30 km na południe od miasta Gloucester i 154 km na zachód od Londynu.